# 康応
康応（、旧字体：康應）は、日本の南北朝時代の元号の一つ。北朝方にて使用された。嘉慶の後、明徳の前。1389年から1390年までの期間を指す。この時代の天皇は、北朝方が後小松天皇。南朝方が後亀山天皇。室町幕府将軍は足利義満。

## 改元
- 嘉慶3年2月9日（ユリウス暦1389年3月7日） 改元。病事を理由とする（『続史愚抄』）。
- 康応2年3月26日（グレゴリオ暦1390年4月12日） 明徳に改元

病事とは、前年に近衛兼嗣・二条良基と摂関が2代続けて死去したことなどを指すと考えられている。

## 康応期におきた出来事
元年(1389)
- 2月18日、高麗が倭寇討伐の名目で対馬に侵攻した。これを康応の外寇という（「宗氏家譜」）。

## 西暦との対照表
※は小の月を示す。
| 康応元年（己巳） | 一月      | 二月※ | 三月  | 四月※   | 五月※ | 六月※ | 七月  | 八月※ | 九月  | 十月  | 十一月※ | 十二月 |          |
| 元中六年         | 一月      | 二月※ | 三月  | 四月※   | 五月※ | 六月※ | 七月  | 八月※ | 九月  | 十月  | 十一月※ | 十二月 |          |
| ---------------- | --------- | ----- | ----- | ------- | ----- | ----- | ----- | ----- | ----- | ----- | ------- | ------ | -------- |
| ユリウス暦       | 1389/1/28 | 2/27  | 3/28  | 4/27    | 5/26  | 6/24  | 7/23  | 8/22  | 9/20  | 10/20 | 11/19   | 12/18  |          |
| 康応二年（庚午） | 一月      | 二月  | 三月※ | 閏三月※ | 四月  | 五月※ | 六月※ | 七月  | 八月※ | 九月  | 十月※   | 十一月 | 十二月   |
| 元中七年         | 一月      | 二月  | 三月※ | 閏三月※ | 四月  | 五月※ | 六月※ | 七月  | 八月※ | 九月  | 十月※   | 十一月 | 十二月   |
| ユリウス暦       | 1390/1/17 | 2/16  | 3/18  | 4/16    | 5/15  | 6/14  | 7/13  | 8/11  | 9/10  | 10/9  | 11/8    | 12/7   | 1391/1/6 |